# Bataille des îles Échinades (322 av. J.-C.)
Guerre lamiaque
Batailles
Bataille de Platée ; bataille des Thermopyles ; siège de Lamia ; bataille d'Amorgos ; bataille des Échinades ; défaite de Léonnatos par Antiphile (en) ; bataille de Crannon
La bataille des îles Échinades est une bataille navale qui se déroule au printemps 322 av. J.-C. durant la guerre lamiaque. Elle voit la victoire de la flotte macédonienne, commandée par Cleitos, sur la flotte athénienne. Il n'existe pas de consensus sur le lieu exact de cette bataille.

## Contexte historique
La guerre lamiaque, qui voit une coalition de cités grecques emmenées par Athènes se révolter contre l'hégémonie macédonienne après la mort d'Alexandre le Grand, se joue aussi en mer. Athènes a reconstruit une flotte de guerre forte de 110 navires, comparable à celle engagée à Salamine. La flotte athénienne est victorieuse dans un premier temps et peut, en contrôlant l'Hellespont, empêcher l'arrivée des secours auprès d'Antipater enfermé dans Lamia.
Mais, vers la fin 323 av. J.-C., une escadre de 240 navires phéniciens et chypriotes, dirigée par Cleitos, défait à deux reprises la flotte de l'amiral athénien Évétion : une première fois dans l'Hellespont près d'Abydos, ce qui donne aux Macédoniens la maîtrise des Détroits, Cleitos incorporant alors la flotte d'Antipater ; une deuxième fois pendant l'été 322 près d'Amorgos, dans les Cyclades. Une dernière bataille a lieu au printemps 322, probablement au large des îles Échinades, entre la flotte macédonienne et la flotte athénienne rescapée.

## Déroulement
Les principales sources au sujet des batailles navales de la guerre lamiaque sont Diodore de Sicile au livre XVIII et, dans une moindre mesure, Plutarque dans la Vie d'Eumène. Malgré le rôle décisif des batailles navales dans l'issue de la guerre, les sources sont brèves et ambiguës quant au déroulement et au lieu des batailles navales. Diodore rapporte simplement sur la campagne navale que Cleitos (dit le Blanc pour le distinguer de Cleitos le Noir) commande la flotte macédonienne, forte de 240 navires, et qu'il vainc l'amiral athénien Euetion dans deux batailles navales et qu'il a détruit un grand nombre des navires près des îles Échinades. Une inscription épigraphique trouvée à Paros fait référence à une bataille livrée près d'Amorgos, remportée par les Macédoniens, tandis que d'autres inscriptions datées de vers 320 font référence à une bataille livré à Abydos sur l'Hellespont.
Il n'est pas clair d'après la déclaration de Diodore s'il y a eu deux ou trois batailles, ce qui a conduit à plusieurs interprétations parmi les historiens modernes. La reconstruction traditionnelle des événements postule, selon les inscriptions épigraphiques, qu'il y a eu une première bataille au large de l'Hellespont qui a été remportée par les Macédoniens, permettant aux renforts macédoniens d'arriver au secours d'Antipater. Cette bataille aurait été suivi par une autre au large d'Amorgos et une troisième bataille aurait été livré au large des Échinades. Un problème supplémentaire se pose du fait que les Échinades se situent dans la mer Ionienne, au large de l'Acarnanie sur de la côte ouest de la Grèce, ce qui est incompatible avec une guerre menée principalement en mer Égée. Ainsi, il a été suggéré par certains que les îles en question sont plutôt les Lichades, situées dans le golfe Maliaque près de Lamia, tandis que d'autres suggèrent que le site de la bataille est au large des îlots près du cap Échinos, sur la côte entre la Malis et la Phthiotide face aux Thermopyles.
Plus récemment, il a été avancé que le passage de Diodore ne résume pas toute la campagne navale de la guerre lamiaque, mais fait référence à un campagne navale séparée, très probablement contre les Étoliens qui revendiquent la possession d'Oiniades sur la côte acarnanienne : les Athéniens auraient envoyé une flotte pour aider les Étoliens et il y aurait bien eu deux batailles près des Échinades au printemps 322, au cours desquelles les Athéniens ont été vaincus. La flotte macédonienne serait ensuite retournée en Égée, où elle a vaincu la dernière flotte athénienne à Amorgos. Ce point de vue a rencontré une acceptation parmi les chercheurs dans des travaux récents, bien que d'autres conservent la chronologie traditionnelle des batailles, plaçant Amorgos avant les Échinades. Enfin d'autres historiens, restent sceptiques et localisant les « Échinades » près du golfe maliaque et placent la bataille après Amorgos.
Quel que soit le véritable emplacement, Diodore met l'accent sur les pertes subies par les Athéniens. Par conséquent, les historiens qui placent la bataille après Amorgos la considèrent comme le coup de grâce à la flotte athénienne qui a survécu à Amorgos,.

## Conséquences
Les défaites navales successives, associées à l'arrivée de renforts macédoniens conduits par Léonnatos et à la défaite de la coalition grecque à la bataille de Crannon, ont conduit les Athéniens à rechercher la paix. Le traité de paix stipule la privation du droit de vote et l'expulsion de 12 000 des citoyens les plus pauvres de la ville (les thètes), mettant fin à la démocratie athénienne classique. De plus, Antipater installe une garnison macédonienne sur la colline de Munichie au Pirée, marquant la fin de la puissance navale athénienne et de son indépendance politique,.